# The Outpost
The Outpost é uma série de televisão americana de drama e aventura-fantasia, adquirida pela The CW, que estreou em 10 de julho de 2018. Foi produzida pelos canais internacionais do Syfy para transmissão internacional. A série foi renovada para uma terceira temporada em outubro de 2019.

## Premissa
"The Outpost segue Talon (Jessica Green), a única sobrevivente de uma raça chamada 'Sangue Negro'. Anos depois de toda sua vila ser destruída por uma gangue de mercenários brutais, Talon viaja para uma fortaleza sem lei nos limites do mundo civilizado, como  ela rastreia os assassinos de sua família. Em sua jornada para este posto avançado, Talon descobre que possui um misterioso poder sobrenatural que ela precisa aprender a controlar para se salvar e defender o mundo contra um ditador religioso fanático."

## Temporadas
| Temporada | Temporada | Episódios | Exibição original    | Exibição original      |
| Temporada | Temporada | Episódios | Estreia de temporada | Final de temporada     |
| --------- | --------- | --------- | -------------------- | ---------------------- |
|           | 1         | 10        | 10 de julho de 2018  | 02 de outubro de 2018  |
|           | 2         | 13        | 11 de julho de 2019  | 26 de setembro de 2019 |
|           | 3         | 26        | 08 outubro de 2020   | -                      |